# 雲伯方言

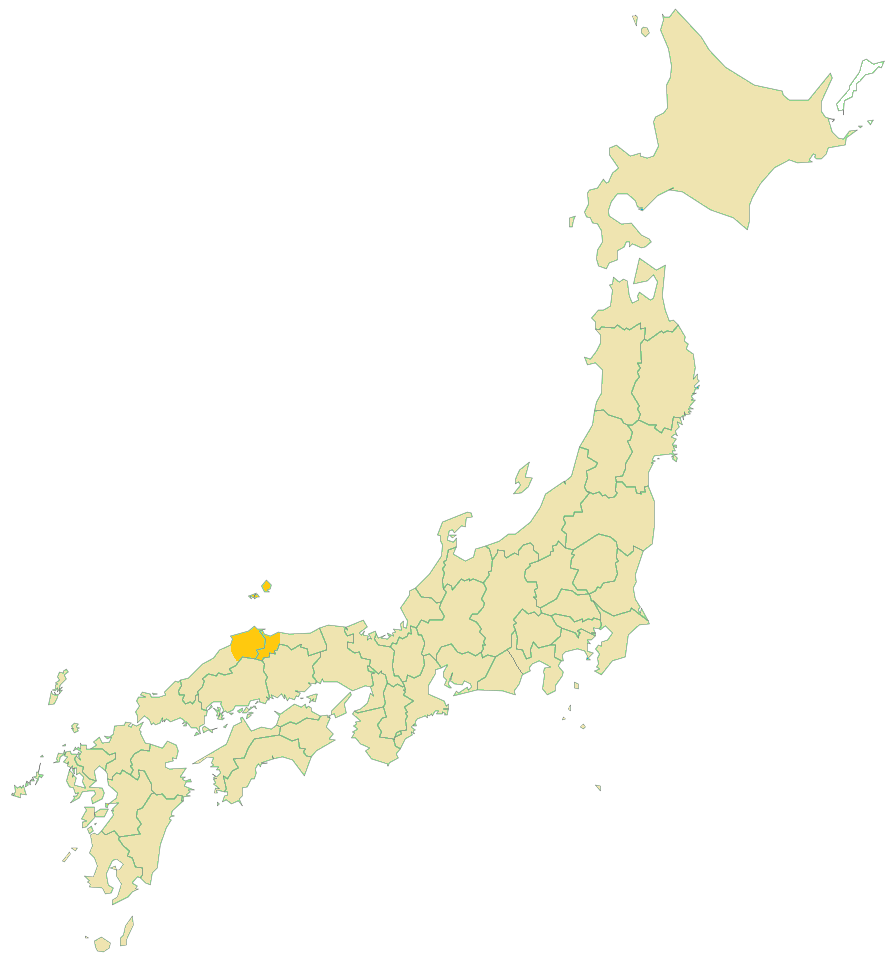
雲伯方言の位置

雲伯方言（うんぱくほうげん）は、島根県の東部から鳥取県の西部にかけてで話される日本語の方言である。話される範囲は、島根県の出雲地方（飯南町を除く）と隠岐地方、鳥取県の伯耆地方西部（西伯郡・日野郡・米子市・境港市）。「雲伯方言」の名の由来は「出雲」の「雲」と「伯耆」の「伯」で、地元では主に出雲弁（いずもべん）、安来弁（やすぎべん）、米子弁（よなごべん）、隠岐弁（おきべん）などと呼ばれる。出雲式方言（いずもしきほうげん）と呼ばれることもある。
音声・音韻面で隣接する地域とはかなりの違いがあるため、方言区画では中国方言と切り離されて扱われる。雲伯方言の東隣に位置する伯耆地方東部の方言（倉吉弁）は因州弁（鳥取県東部）に近く、西隣に位置する島根県西部の石見弁は山口弁や広島弁に近い。雲伯方言ではイ段とウ段の発音が近く中舌母音になり、エの発音もイに近くなるなど、東北方言と共通する特徴（ズーズー弁、裏日本式発音）があるが、この特徴が雲伯方言に飛地状に分布する理由について明確な結論は出ていない。
方言区画として、大きく出雲・隠岐・西伯耆の三つに分けられる。この中では出雲が最も雲伯方言らしい特徴を揃え、隠岐には係り結びなどの古い表現が多い。また、西伯耆のうち日野郡は雲伯方言的特徴がやや薄い。以下、「出雲」は出雲市ではなく旧出雲国の範囲を指す。

## 下位分類
- 出雲方言（島根県旧出雲国）
- 隠岐方言（島根県旧隠岐国）
- 西伯耆方言（鳥取県旧伯耆国西部）
  - 米子市・境港市・西伯郡 - 出雲方言に近い
  - 日野郡- 中舌母音等が弱く、中国方言に含める場合もある[2]。特に旧石見村では雲伯方言的な音声特徴が全く現れない[3][4]。

## 音声

### 母音
一般に西日本方言では母音の無声化は少ないとされるが、雲伯方言では無声化が盛んである。
出雲と西伯耆（日野郡南部を除く）では東北方言のように、イ段とウ段の母音が中舌母音で発音される。西伯耆のうち米子市から離れた地域ではイ段母音は[ï]、ウ段母音は[ɯ̈]で区別されるが、米子市や出雲では「く」「ぐ」「ふ」を除くほとんどのウ段音がイ段音との区別を失って[ï]と発音される。また、これらの地域ではウ段拗音（「きゅ・しゅ」など）の発音も、「ぎーにー」（牛乳）のようにイ段長音になる。こうした特徴のために、イ段とウ段は交替しやすい。一方、隠岐では中舌母音はほとんど聞かれず、かつて中舌母音が使われた痕跡がわずかに残る程度である。
出雲・米子での例：[kɯ̈sï]（くし）、[jabï]（やぶ）、[kaːrasïdzïme]（河原雀）
隠岐での例：[Futo]（人）、[ewasu]（いわし）。
また、出雲や隠岐や米子市などで、共通語の母音「エ」および「イ」に対して[ẹ]が現れることがあり、特に母音単独拍の場合、なかでも語頭の場合で顕著である。この傾向は隠岐では弱いが、共通語のiの部分にeが現れる場合がある。例：命→えのち、イモ→えも
出雲や米子市などではウ段からオ段への変化が多い（例：歌→おた、麦→もぎ[mogï]）。隠岐でも聞かれるが、衰退している。
出雲北部では長音が短縮される傾向が強い。たとえば、出雲南部で「行かーや」「咲くだらー」というところを、出雲北部では「行かや」「咲くだら」とする。また連母音aiは、出雲や西伯耆では「あけー・あけ（赤い）」「くれー・くれ（暗い）」のようにeまたはeːとなるのが一般的で、隠岐でもeːが普通だが、島後西部と島前一部にはæːもある。

### ラ行子音の脱落
出雲と西伯耆（日野郡除く）では、語中・語尾のラ行子音が脱落しやすく、前の母音の長音に変化することが多い（例：あります→あーます 猿が→さーが）。特に狭母音の「り」「る」はほとんどの場合に長音になる。また、出雲では「これが→こーが」「誰が→だーが」のように、「れ」の長音化は代名詞で起きやすい。一部の地域では、「白い→しえ」「あける→あきゃえ」「きる→きゃー」のような特殊な変化をすることがある。
隠岐では、出雲と同じような長音化もあるが、「そのつもっだ」（そのつもりだ）、「おっかの」（居るかね）のようにむしろ促音化することが多い。また、「あれ→あえ」「ある→あう」など、単純なラ行子音脱落も起こる。

### 開合の区別
雲伯方言を含む山陰方言では、鎌倉時代以前の「アウ」の発音が変化して「アー」という発音になっている。日本の他の方言では、「アウ」は「オー」に変化したため、山陰一帯には共通語と同じ意味でも違う発音の語・語法が多く存在する。
鎌倉時代以前の「アウ」は、室町時代には、通常の「オー」よりもやや大きく口を開く[ɔː] という発音になった。これを開音という。一方、「オウ」は[oː]と発音されるようになり、合音と呼ばれた。多くの地域では、開音と合音の区別はしだいになくなり江戸時代にはどちらも「オー[oː]」と発音されるようになったが、山陰においては開音は「アー」と発音されるようになって区別を残した（雲伯方言では長音化せず「ア」となることが多い）。雲伯方言では「にょーば」（女房）「やーな」（ような）のようにこの名残が多くの語に残っている。
この「アウ→アー」の変化により、山陰方言では特殊な活用形がみられる。五段動詞や断定の助動詞「だ」の推量・勧誘・意志を表す形に、「行こう」「だろう」ではなく「行か（ー）」「だら（ー）」が用いられる。そのため未然形にオ段の活用語尾はなく、四段活用となる。これは、「行かあ」を例にとると、「いかむ→いかう→いかあ」という変化をたどったものと思われる。また、「-アイ」型の形容詞（「高い・甘い」など）の連用形は、「たか（ー）て」「あま（ー）なる」のようにア段の活用をするが、これも「高くて」→「たかうて」→「たかあて」と変化したとみられる。また、語尾が「アウ」となる動詞（「買う・会う」など。特に二拍語）が「-て・た」の形になるときは、「かーて」（買って）「かーた」（買った）となるが、「買って」「買った」のような促音便もみられ、隠岐では促音便しかない。前者は「かひて→かうて→かあて」のように変化したものとみられる。
なお、「たかくて→たかうて」や「かひて→かうて」の変化はウ音便であり、これは西日本方言の特徴である。ただし他の地域では、これらはその後「たかうて→たこーて」「かうて→こーて」のように変化した。

### 古い発音の残存
くゎ、ぐゎ（合拗音）
kwa、gwaの発音がある。これは歴史的仮名遣いの「くわ」「ぐわ」に由来するもので、「くゎづぃ[kwadzï]」（火事）と「かづぃ[kadzï]」（家事）、「ぐゎんこ[gwaŋko]」（頑固）と「がんくび[gaŋkɯ̈bï]（雁首）」のように区別して発音される。
は行子音
は行子音が[ɸ] (F) と発音されることがある。平安時代には、は行子音はすべて[ɸ]だったとされており、その後、「ふ」を除いて[h]に変化した。雲伯方言のこれらの発音は古い時代の発音を残しているものとみられる。
例：「ふぁし[ɸasï]」（箸）、「ふぇび[ɸebï]」（蛇）
せ、ぜ
「せ」は「しぇ」、「ぜ」は「じぇ」と発音される。これも、古い発音の名残で、出雲から鳥取県全域にかけてみられる。

## アクセント
中国地方には東京式アクセントが広く分布している。東京や鳥取市、広島市などのアクセントは中輪東京式であるが、西伯耆は外輪東京式アクセントである。外輪東京式では、「石」「旅」「橋」などの二拍名詞第二類の語彙が平板型（いしが、たびが）になり、この点で尾高型（いしが）になる中輪東京式とは異なる。
| 二拍名詞 | 語例   |          |
| -------- | ------ | -------- |
| 1類・2類 | 風・石 | ○、○○が  |
| 3類      | 池・足 | ○、○○が  |
| 4類・5類 | 雨・息 | ○○、○○が |

出雲には、外輪東京式からさらに変化したアクセントが分布している。出雲では、狭母音（i、u）を持つ音節は低く発音される傾向があり、例えば「足」は単独では「あし」だが助詞が付くと「あしが」になる。また二拍名詞の第四類・第五類のうち、二拍目に広母音（a、e、o）を持つもの（空・雨など）は尾高型（あめが）になっており、二拍目が狭母音を持つものの一部も「松・息・市・海・数・針」などは「まつ」「まつが」となる。頭高型（はしが）である語は「箸・秋・鮎（あゆ）・鯉（こい）・露・鶴・春・蛇・夜」など少数にとどまる。
| 二拍名詞 | 語例   | 二拍目広母音 | 二拍目狭母音            |
| -------- | ------ | ------------ | ----------------------- |
| 1類・2類 | 風・石 | ○、○○が      | ○、○○が                 |
| 3類      | 池・足 | ○、○○が      | ○、○○が                 |
| 4類・5類 | 雨・息 | ○、○○が      | ○、○○が、または○○、○○が |

隠岐のアクセントは、中国地方全体に対立する異色のもので、また狭い範囲でも地域差が激しい。大きく分けても知夫、浦郷・海士・磯・西郷、都万・五箇・中村の3つに分けられ、それぞれも集落による違いがある。下表はそれぞれの代表地点として知夫・海士・都万のアクセントを示したもので、/で区切られた左側が助詞を付けない単独形、右側が助詞を付けた形である（例えば知夫での「池」は「いけ」「いけが」）。海士にある「降」は拍内下降を表す。知里のアクセントは、拍数が増えてもアクセントの型の種類は2種類のみである。また、五箇には「あずき」「かねもち」のように一語で高音部が二ヶ所現れるものがある。
| 二拍名詞 | 語例   | 知夫         | 海士         | 都万         |
| -------- | ------ | ------------ | ------------ | ------------ |
| 1類      | 風・口 | 低高/中低-高 | 低降/低高-低 | 低高/低低-高 |
| 2類・3類 | 池・石 | 高低/高高-低 | 高低/高低-低 | 高低/低高-低 |
| 4類・5類 | 雨・息 | 低高/中低-高 | 低高/低高-高 | 低低/低低-低 |

## 文法

### 用言・助動詞
断定
断定の助動詞は、山陽が「-じゃ」であるのに対し、雲伯方言を含む山陰一帯で「-だ」となっている。出雲南部の広島県との県境付近では、過去形に限り「-じゃった」が「-だった」と併用される。隠岐でも終止形は「-だ」であるが、過去形には「-だった」と「-じゃった」の両方が用いられる。隠岐の島後北部では「-じゃった」が優勢、島後南部では「-だった」が優勢で、島前では「-だった」が一般的だが、知夫里には「-じゃった」もある。
打ち消し
動詞の打ち消しは「未然形＋ん」が一般的だが、高齢層を中心に「未然形＋の」も用いられる。さらに、隠岐では「未然形＋ぬ」という形もある。雲伯方言で盛んな「ウ→オ」の変化で、「ぬ」が「の」に変化したとみられる。また強く否定する言い方として、西伯耆では四段動詞で「書きゃせん（しぇん）/書きゃへん」、一段動詞で「起きりゃせん（しぇん）/起きりゃへん/起きらへん」、カ変「くりゃせん（しぇん）/くりゃへん/くらへん」、サ変「すりゃせん（しぇん）/すりゃへん/すらへん」が用いられる。これが出雲では「行かせん」「見らせん」のようになる。隠岐には、打ち消しの強調に「書かしぇの」（書きはしない）という形がある。
過去の打ち消しは、隠岐では「書かざった」（書かなかった）のように「-ざった」を用いる。出雲では「-ざった」は少なく「-（ん）だった」が一般的で、出雲南部には「-じゃった」もある。また隠岐の島前には、過去打ち消しの強調として「えけさった」（行きはしなかった）のような「-さった」がある。
このほか、打ち消しの意味を含んだ言い方として出雲では、「行かな」（行かないと）、「行かんこに」（行かずに）、「行かんで・行かで」（行かずに）、「行ったてて・行きたてて」（行ったって）、「行かでも」（行かなくても）と言う。隠岐では、「行かのなら」（行かなければ）、「行かすと・行けーで」（行かないで）、「行けーでも」（行かなくても）と言う。また隠岐では、「行かーつけ」（行くものか）のような「-つけ」を使う否認形式や、「えも行かぬ」（行けない）のような古語法もある。
音便形
ワ行四段動詞が「-て・た」に接続する場合、西日本方言の大部分で「買うた」「食うた」などのウ音便になるが、雲伯方言では「買った」「食った」などの促音便となる。また、「-アウ」型の動詞（特に二拍語）は、隠岐を除き、「かあた」（買った）や「ああた」（会った）のような活用となる。また、出雲には「食うた」もある。
「行く」の過去形は、高齢層では「行った」ではなく「いきた」や「えきた」になる。
意志・推量・勧誘
「行こう」のような五段動詞の意志・勧誘には、雲伯方言では「行か」「行かあ」「行かい/行かえ」「行かや」などが使われる。また、出雲では「こい」が付いた「行かこい」のような形が多く使われる。また、「-だろう」は「-だら」や「-だらあ」が用いられるほか、出雲南部や隠岐では「-じゃらあ」も用いられる。また出雲市付近では「-であらむず」から変化した「-だらじ」もわずかながら用いる。
進行・結果
中国方言などでは「-している」と言う場合に、動作が進行中の場合には「-よる」と言い、完了した動作の結果には「-とる・ちょる」と言うアスペクト（相）の区別がある。雲伯方言のうち、西伯耆ではこの区別があるが、出雲・隠岐ではこの区別がほとんど無い。「降る」を例にとると、西伯耆では進行には「ふりょーる」などと言い、完了には「ふっちょる」「ふっちょー」などと言う。一方、出雲・隠岐では進行・完了ともに「ふっとる」「ふっちょる」などと言う。ところが、出雲・隠岐でも、過去の進行には西伯耆と同じように「-よった」の形（「ふりょーった」など）を使う。
様態・伝聞
様態（-そうだ）には、「-さな・さーな・さーげな・さげな・げな」を用いる。伝聞には、「雨ださな」（雨だそうだ）などのように「-さーな・さな・げな」を用いるほか、出雲や米子市などでは「-しこだ」も盛んである。
動詞の五段化
出雲にサ変の五段化した「さん」（しない）という形がある。また出雲で、一段活用をする動詞の命令形に「開けれ」「起きれ」「せれ」のような形が聞かれる。
個別の動詞
西日本一般で五段活用をする「飽く」「借る」は、隠岐・出雲では上一段活用の「飽きる」「借りる」である。また、隠岐には上一段活用の「待ちる」（待つ）がある。
ナ行変格活用の「しぬる・しぬー」（死ぬ）、「いぬる・いぬー」（帰る）が存在している（ほぼ中国地方全域にある）。
「行く」の過去形が音便形にならず「えきた」（行った）となる。

### 助詞
主格を表す格助詞に、「が」のほか、出雲・隠岐で「の」が現れることがあるが、すでに衰退が進んでいる。また隠岐に、「肉に好きで」（肉が好きで）、「田に下手で」（田仕事が下手で）のような対象を表す「に」がある。「を」は、出雲では「酒飲む」のように省略されることが普通。隠岐でも省略されることがあるが、一般には「えしゅー・えしょー」（石を）のように前語と融合して発音される。
引用を表す「と」は、出雲では省略されることはない。「という」は出雲では「つー」（所によっては「てー」）、隠岐で「てお」「てぉー」「ちゅー」となる。
副助詞では、出雲で「茶だえ出さん」のような「だえ」を頻用する。また係り結びの残存があり、出雲には「こさえ（れ）」、隠岐には「腰こそ痛けれ」（腰は痛いし）のような「こそ」がある。
文末詞では、出雲・隠岐に「な」「の」があり、「な」より「の」の方が上品。出雲では「ね」も盛んに用いられ、「ねー」「ねや」とも言う。「で」「わ」も島根県全域で用いる。また隠岐の島前に「さら」があり、主に高年女性で使われる上品な表現である。隠岐の島後には伝聞を表す「ちょ」がある。また、出雲で間投助詞に「けー」を多用する。
接続助詞のうち、「から」にあたる原因・理由には、「けん・だけん」が盛んで、他に「けに・だけに」「け・だけ」もある。また隠岐には「によって」もある。「けれども」にあたる逆接には、西伯耆のうち米子市で「だども・だーも・だも」、日野郡で「だえど」、弓ヶ浜半島で「だえって・だえっちゃ」が使われ、出雲で「ども・だども」が多く用いられる。隠岐では一般に「だえど・だいど」を用い、過去の意味を含んだ「たけれども」の意味では「たえど」にもなる。

### 敬語表現
雲伯表現には多彩な敬語表現があり、複雑な体系を持っている。
出雲での尊敬の助動詞には、代表的なものに「-しゃる/しゃー」「-さっしゃる/さっしゃー」「-なはる/なはー」「-なる/なー」がある。ほかに「-れる・られる」、「おいでる」（行く・来る・いる）、「ござっしゃる」（来る・いる）がある。出雲では「-しゃる・さっしゃる」はよく用いられるが、敬意の度合いは高くない。「-なはる」も多く用いられ、「-しゃる・さっしゃる」より敬意が高い。また「-なる」は「-なはる」を略したもので、新しい言い方とされる。
隠岐では、尊敬の助動詞として主に「-しゃる」「-さっしゃる」「-しゃんす」「-さっしゃんす」があり、このうち「しゃんす・さっしゃんす」が高い敬意を表す。
また「ござんす」があり、本動詞（来る・いる）や補助動詞（-ている・てくる）の尊敬語として、また丁寧語としても用いられる。「ござる」もあり、命令形の「ござい」は広い世代で盛ん。
西伯耆では、「-なはる/なはー」「-なる/なー」が尊敬の助動詞として多く用いられる。

## 語彙
- あのさん、このさん・・・あの人、この人
- おぞい、おぞがい・・・怖い、恐ろしい。
- おちらと・・・ゆっくりと
- きょとい、きょてー、きょーとい・・・怖い、恐ろしい。[53]「まあ、あの人はきょといわ（怖いわ）」「あー、きょと、きょと（怖、怖）。逃げとくだわ。」
- ごす・・・くれる。（例）「○○さんが、わに（私に）野菜をごいたわ（くれた）」。命令形では「ごせ」、丁寧語では「ごしなる」、依頼形では「ごしなはい（ごしない）」となる。
- ぞんぞがさばる・・・寒気がする。「ぞんぞ」は「寒気」。「さばる」単体では「つかまる、触る」の意味となる。
- たいぎい・・・面倒。古語の「大儀」（ほねがおれること、面倒でくたびれること）に由来する。中四国全域の方言で広く使われる語彙。
- ただもの・・・度々。毎度。[54]商売人がだんだんとあわせて使い、「ただもの、だんだん＝毎度あり」になる。
- たばこ（に）する・・・休憩する。[54]
- だら・・・あほ、ばか。[54]古代から海運で行き来のあった石川県や富山県でも同じ意味で使われている。「ず」がつくと「ばか者」になる（石川県や富山県では「だらぶち」という）。
- だんだん・・・ありがとう。家族間では使わない。知人などとの会話で「どうも」というように使うことが多い。
- ちょんぼす、ちょっこし・・・少し
- てご・・・手伝い。[55]
- ないしょ子・・・私生児のこと。
- にょば・・・女性のこと。女房と同源の言葉。
- めがわるい・・・運が悪い。

山陰以外の西日本では「借りる」を「カル」というが、雲伯方言では「カリル」という。（東山陰方言では「カレル」）

## 比較表
|                                            | 伯耆国     | 伯耆国       | 出雲国                     | 隠岐国          |
|                                            | 日野方言   | 米子方言     | 出雲方言                   | 隠岐方言        |
| ------------------------------------------ | ---------- | ------------ | -------------------------- | --------------- |
| イとウが中舌母音                           | ○          | ○            | ○                          | ×（痕跡はあり） |
| シとス、チとツ、ジとヅの統合（ズーズー弁） | ×          | ○            | ○                          | ×               |
| カ行、ガ行、ハ行を除くウ段音がイ段音に統合 | ×          | ○            | ○                          | ×               |
| ウ段拗音→イ段長音                          | ×          | ○            | ○                          | ×               |
| ラ行子音                                   | 脱落せず   | 脱落・長音化 | 脱落・長音化               | 脱落・促音化    |
| アクセント                                 | 外輪東京式 | 外輪東京式   | 外輪東京式変種（北奥羽式） | 隠岐式          |

## 隣接地域の方言
石見弁
島根県西部の石見地方の方言は広島弁や山口弁とともに西中国方言に属し、雲伯方言とは大きく異なっている。中舌母音やラ行子音の脱落、「くゎ・ぐゎ」、開合の区別のいずれも石見では聞かれない。ただし、断定の助動詞には「だ」を用い（石見西部は「じゃ」を併用）、石見東部ではアクセントが外輪型東京式となっている（石見西部や広島県・山口県は東京と同じ中輪型東京式）。
倉吉弁
鳥取県中部の倉吉弁は、雲伯方言と因州弁の中間に位置するが、東山陰方言に属し因州弁に近い。中舌母音は用いられず、アクセントは中輪型東京式である。山陰全体の特徴である開合の区別や断定の助動詞「だ」は用いられる。

## 雲伯方言に関する人物・作品など
- 雲伯方言を使用する有名人
  - 水木しげる - 鳥取県境港市出身の漫画家。自伝的作品のセリフなどにもたびたび方言が登場する。妻の布枝さん著の本が原案になっている連続テレビ小説「ゲゲゲの女房」でも「ちょっこし」、「だらず（だらっ）」、「だんだん」といった雲伯方言が多用された。
  - 安来のおじ - 島根県安来市出身のシンガーソングライター。地元メディアでの方言トークが人気を博している。
  - ネゴシックス - 島根県安来市出身の芸人。方言でのコントを芸風としている。
  - 中岡みずえ - BSSラジオで雲伯方言での語りを行なっている。
  - 広戸聡 - 俳優。連続テレビ小説「ゲゲゲの女房」（後半）で出雲ことば指導を担当。
  - 井原幹雄 - 俳優。連続テレビ小説「ゲゲゲの女房」（前半）で出雲ことば指導を担当。
  - 多々納斉 - 俳優、声優。連続テレビ小説「だんだん」、「わろてんか」で出雲ことば指導を担当。
- 雲伯方言で「ありがとう」を意味する「だんだん」にちなむもの。
  - 『だんだん』 - 2008-2009年に放送された連続テレビ小説。
  - だんだんバス - 鳥取県米子市のコミュニティーバス。
  - だんだんタクシー - 島根県雲南市掛合町の乗り合いタクシー。
  - 松江だんだん道路 - 島根県松江市の地域高規格道路（国道485号の自動車専用道路）。
- 雲伯方言で「大きい」「すごい」を意味する「がいな」にちなむもの。
  - ガイナックス - 東京都のアニメーション制作会社。
  - ガイナーレ鳥取 - 鳥取県をホームタウンとするサッカーのクラブチーム。
  - 米子がいな祭 - 鳥取県米子市で開催される夏祭り。
- 雲伯方言で「馬鹿者」を意味する「だらず」にちなむもの。
  - Lazuda - 山陰地方で発刊されているタウン誌。タイトルは「だらず」のアナグラム。
  - DARAZコミュニティ放送 - 鳥取県米子市にあるコミュニティ放送局。
- その他、雲伯方言にちなむもの
  - 『怪談』 - ギリシャ出身の作家で日本研究家小泉八雲の著書。島根県・松江市出身の妻から聞いた日本の民話などをまとめたもの。タイトルである『怪談』の英語の綴りは雲伯方言の発音に基づき「Kwaidan」となっている。
  - 『砂の器』 - 松本清張の小説。東北方言と雲伯方言の音声の類似性が物語の鍵となっている。
  - 『デジモンアドベンチャー ぼくらのウォーゲーム!』 - アニメ映画。主要キャラクターの帰省先として島根県が設定され、出雲弁のセリフも登場した。
  - 『日本の面影』 - 小泉八雲を題材としたテレビドラマ。八雲の妻・セツをはじめとした島根県出身の登場人物はすべて出雲弁のセリフで会話する。
  - 『砂時計』 - 芦原妃名子による少女漫画、および、それを原作とするテレビドラマ・映画・小説。主人公は学生時代まで母親の実家のある島根県で暮らしていて、在住時代の登場人物の会話が出雲弁である。